# Callie Haverda
Callie Haverda, née le 22 février 2007, est une actrice américaine. 

## Carrière
En 2023, elle tient le rôle principal de la série télévisée That '90s Show,, suite de That '70s Show (1998–2006). 

## Filmographie

### Cinéma

#### Longs métrages
- 2015 : The Adventures of Pepper and Paula : Sierra
- 2016 : Stage V : Sierra
- 2020 : The Lost Husband (en) : Abby Moran
- À venir : Forgiven : Sara, adolescente

#### Courts métrages
- 2010 : Paper Memories : Mary, jeune
- 2017 : Dolly : Molly

### Télévision
- 2017 : The Eleven Little Roosters (en) : une invitée de la Quinceanera
- 2017 : Shut Eye : Lala Marks (8 épisodes)
- 2018 : See Plum Run : Olive
- 2023 : That '90s Show : Leia Forman (18 épisodes)